# Bedford Square
Bedford Square (deutsch: Bedford Platz) ist ein Platz im Stadtteil Bloomsbury im Londoner Stadtteil Camden, nur einen Steinwurf vom British Museum entfernt. Als Symbol des georgianischen Baustils ist er der am besten erhaltene historische Platz des 18. Jahrhunderts in London.

## Herkunft des Namens
Der Platz verdankt seinen Namen dem Titel der Familie Russell, Herzöge von Bedford und Großgrundbesitzer in Bloomsbury.

## Geschichte

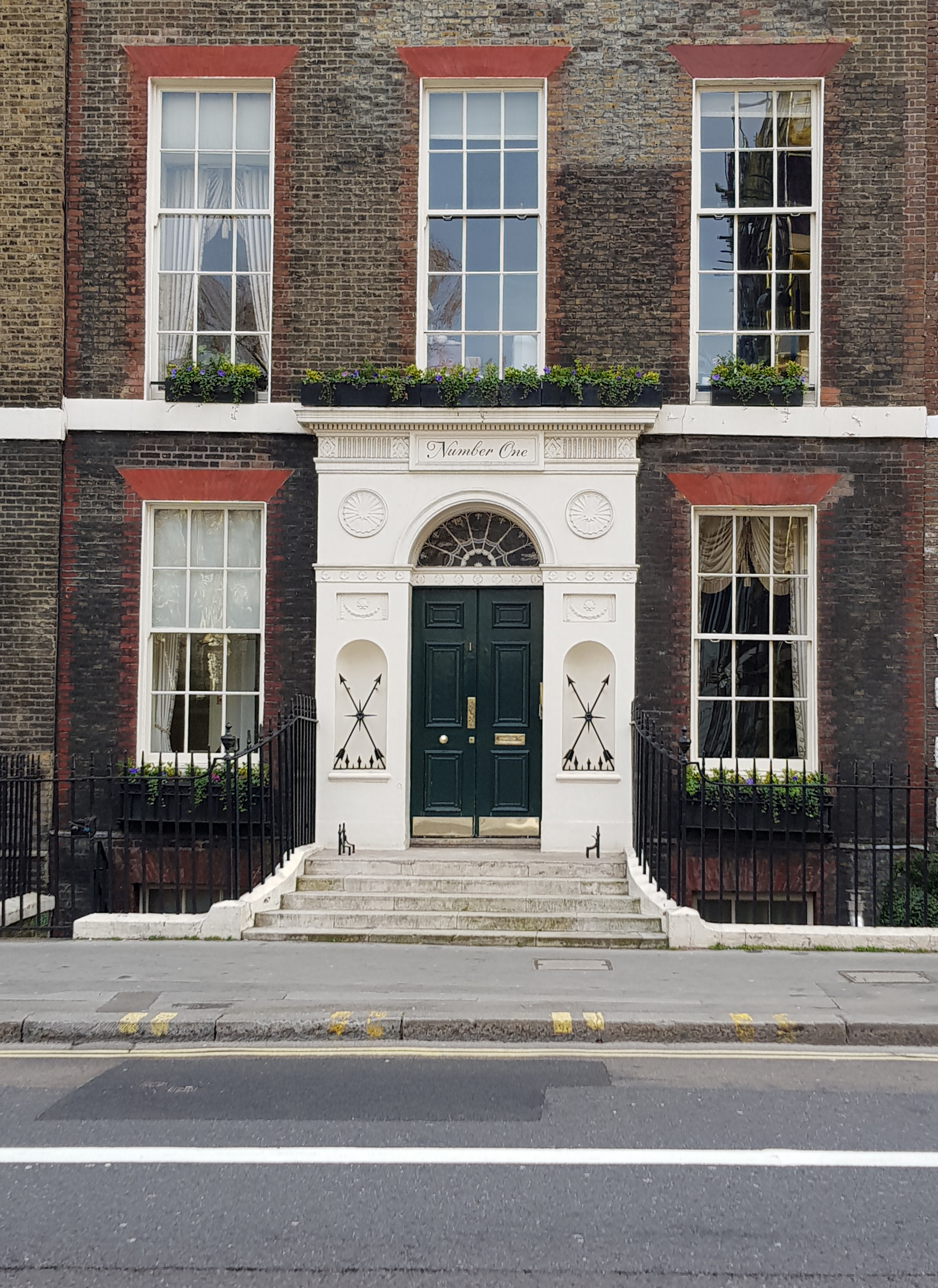
Bedford Square Hausnummer 1.

Bedford Square wurde zwischen 1775 und 1783 erbaut. Sein Entwurf wird im Allgemeinen Thomas Leverton zugeschrieben, der von 1781 bis zu seinem Tod im Jahr 1824 in der Nummer 13 des Platzes lebte. Robert Palmer soll auch mit James Adam zusammengearbeitet haben.
Bedford Square war früher der Aristokratie vorbehalten und ist berühmt für seine illustren Bewohner, wie zum Beispiel Lord Eldon, einer der Lordkanzler (Lordkanzler, Staatssekretär für Justiz), der im größten Haus auf dem Platz lebte. Auch der Architekt William Butterfield, der Gründer der medizinischen Fachzeitschrift The Lancet Thomas Hodgkin und der Schriftsteller Anthony Hope residierten dort. Davon zeugen die Blue Plaques (blaue Gedenktafeln) zu Ehren der großen englischen historischen Persönlichkeiten, die die Fassaden der Häuser schmücken. Aufgrund der erheblich gestiegenen Mieten sind heute die meisten Wohnungen in Büros umgewandelt worden.
Historische Bewohner:
- Nr. 6: Lord Eldon (1751–1838), Lordkanzler
- Nr. 11: Henry Cavendish (1731–1810), Wissenschaftler
- Nr. 13: Thomas Leverton (1743–1824), Architekt
- Nr. 22: Johnston Forbes-Robertson, Schauspieler
- Nr. 35: Thomas Hodgkin (1798–1866), Wissenschaftler und Gründer des Lancet
- Nr. 41: William Butterfield (1814–1900), Architekt
- Nr. 41: Anthony Hope Hawkins (1863–1933), Schriftsteller
- Nr. 43–45: Jeannine-Manuel-Schule
- Nr. 48: Elizabeth Jesser Reid (1789–1866), Anti-Sklaverei-Aktivistin und Gründerin des Bedford College for Women

## Gedenktafeln
Mehrere Häuser am Platz tragen eine blaue Plakette:

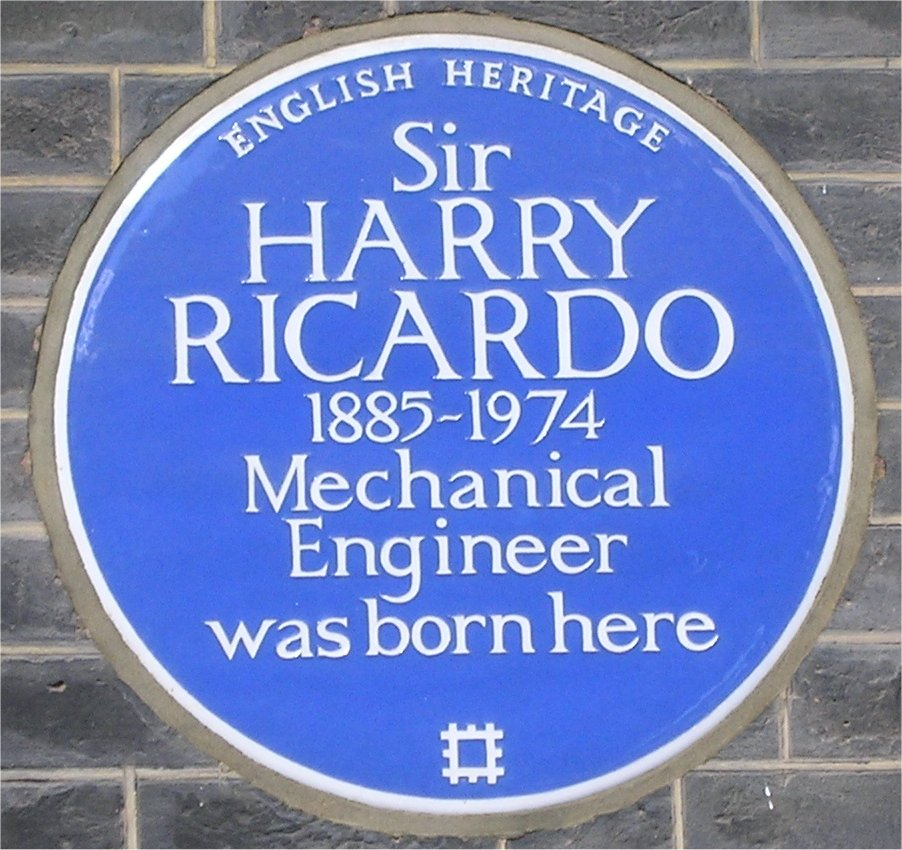
Harry Ricardo.
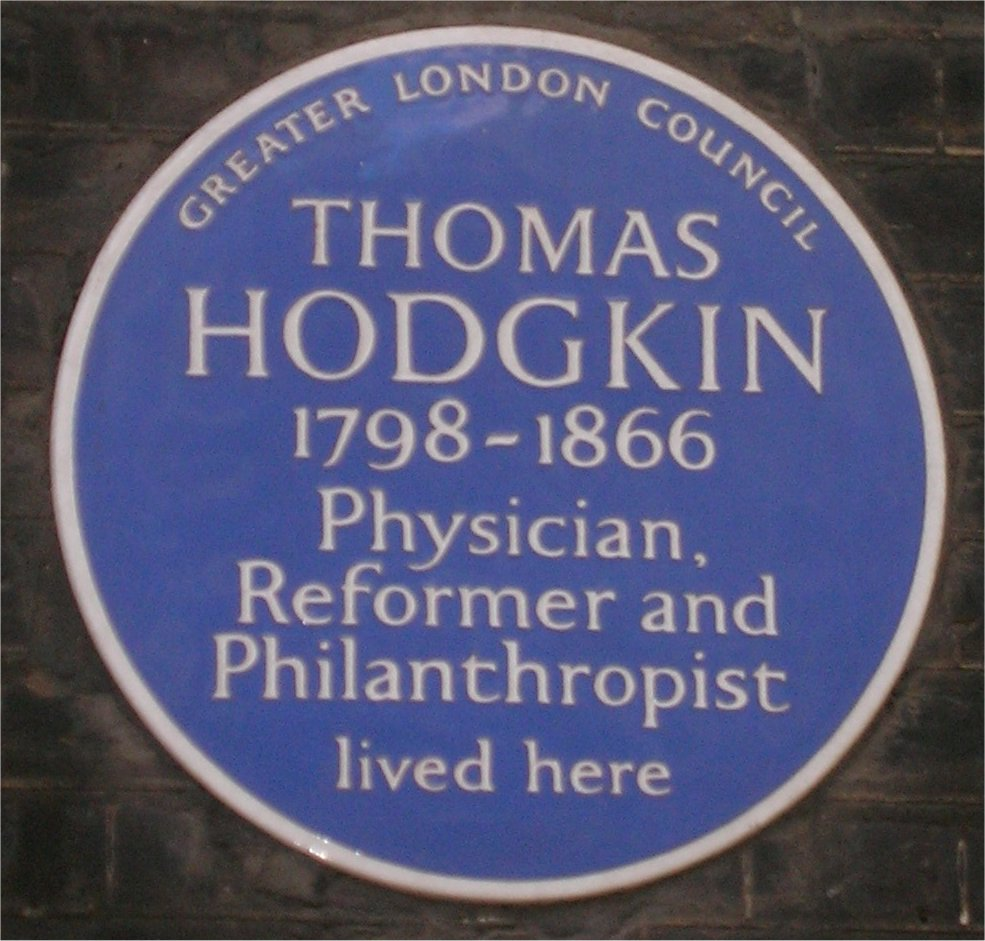
Thomas Hodgkin.
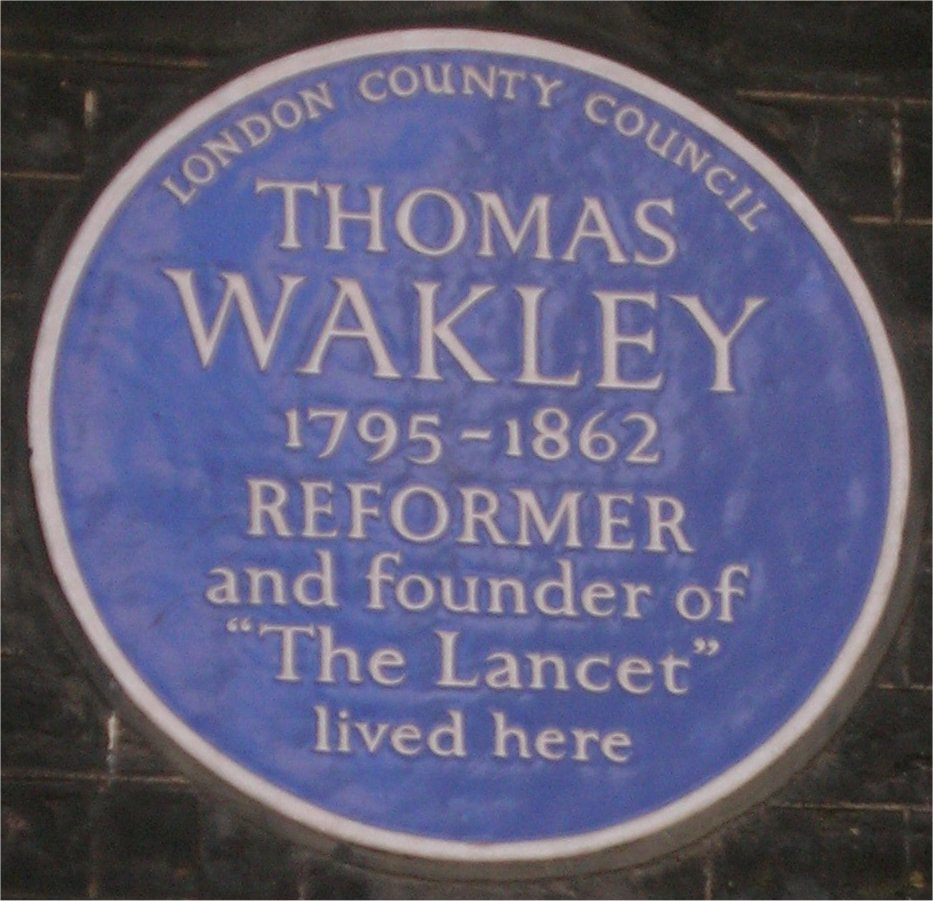
Thomas Wakley.
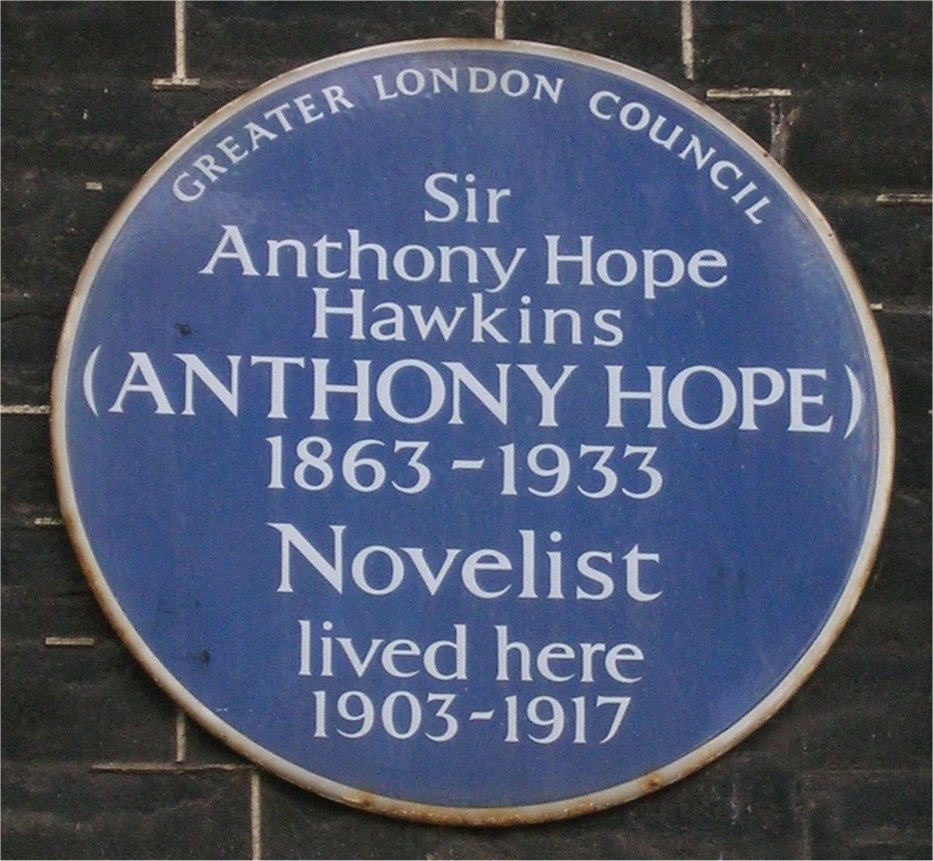
Anthony Hope Hawkins.
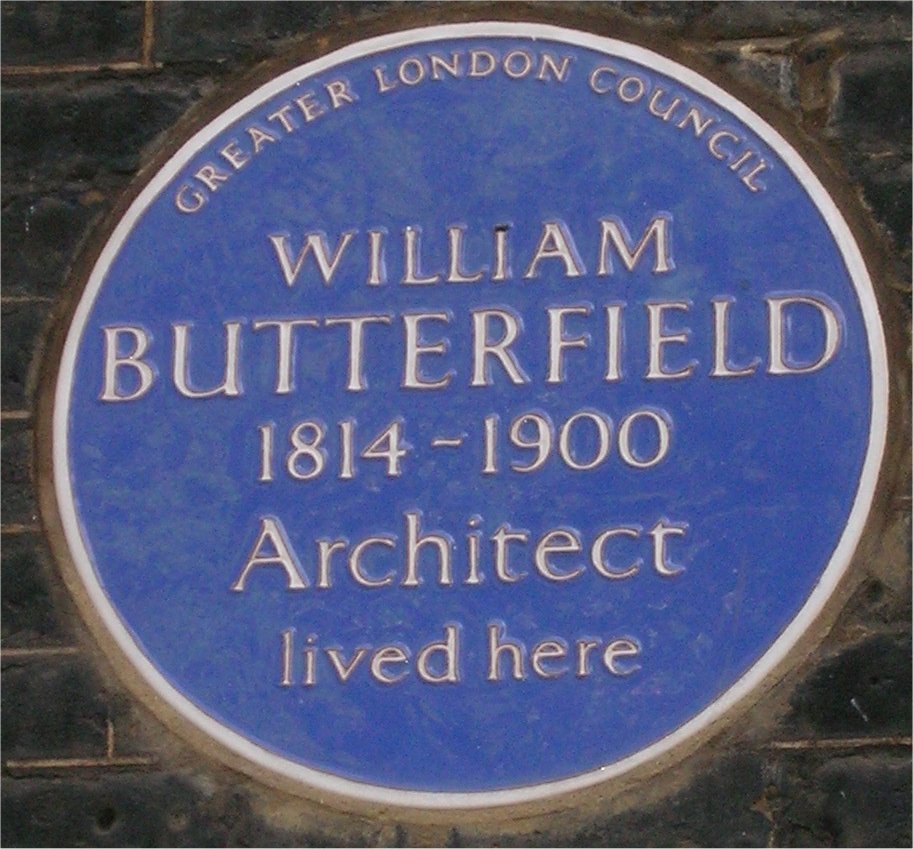
William Butterfield.
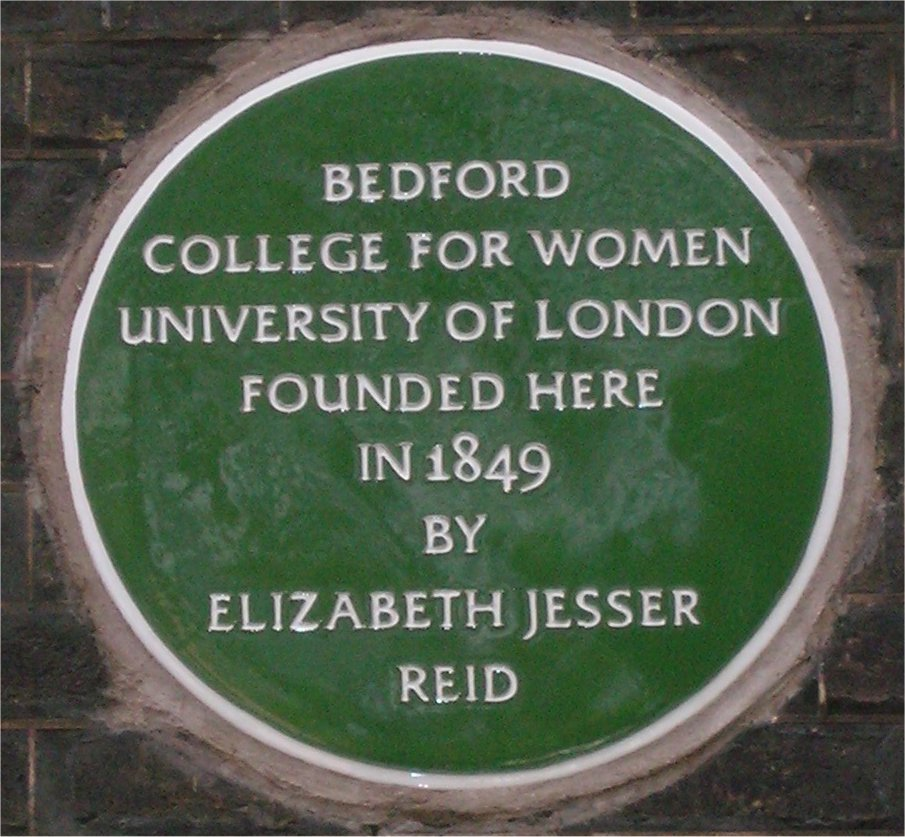
Elizabeth Jesser Reid.
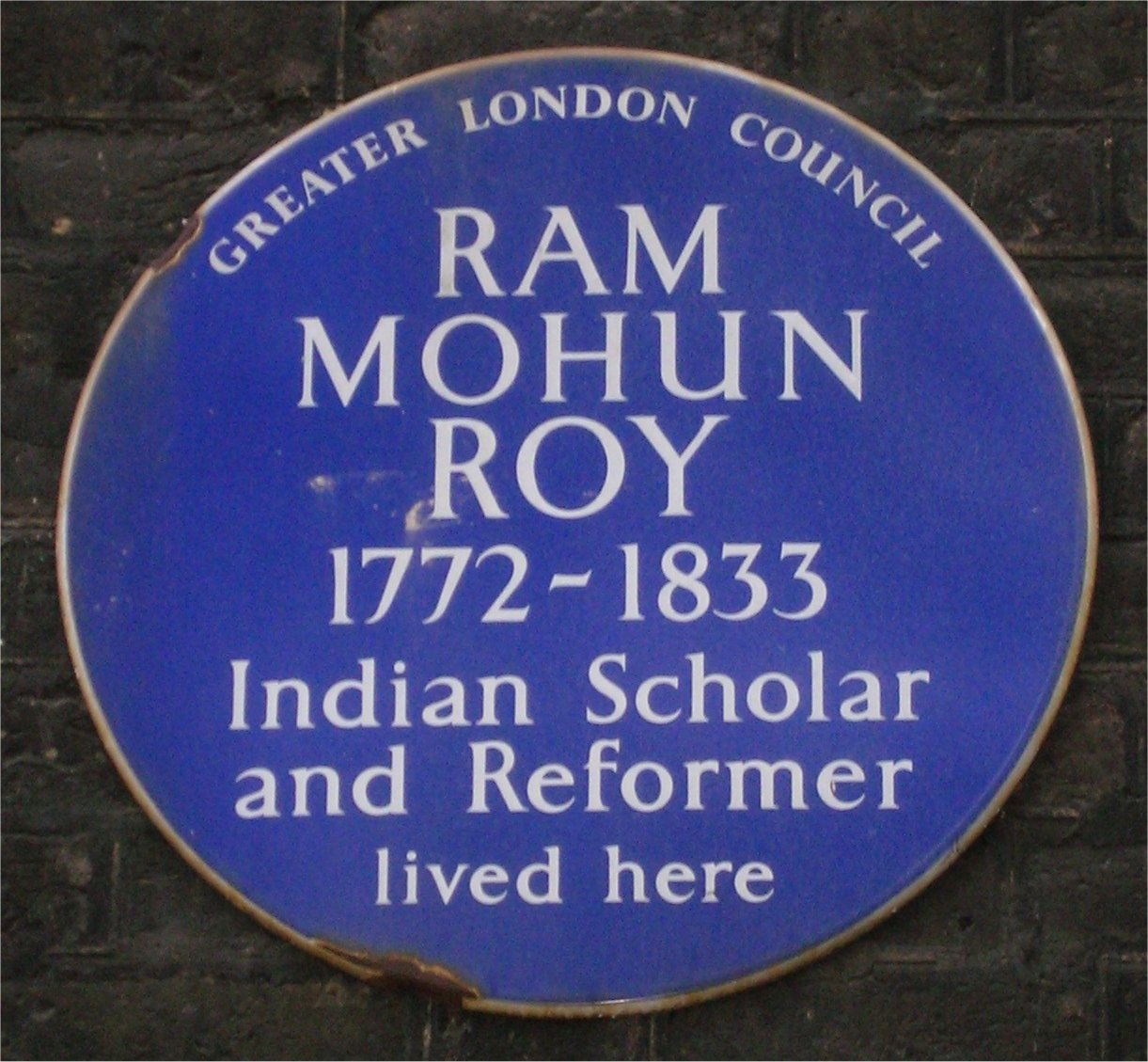
Ram Mohan Roy.
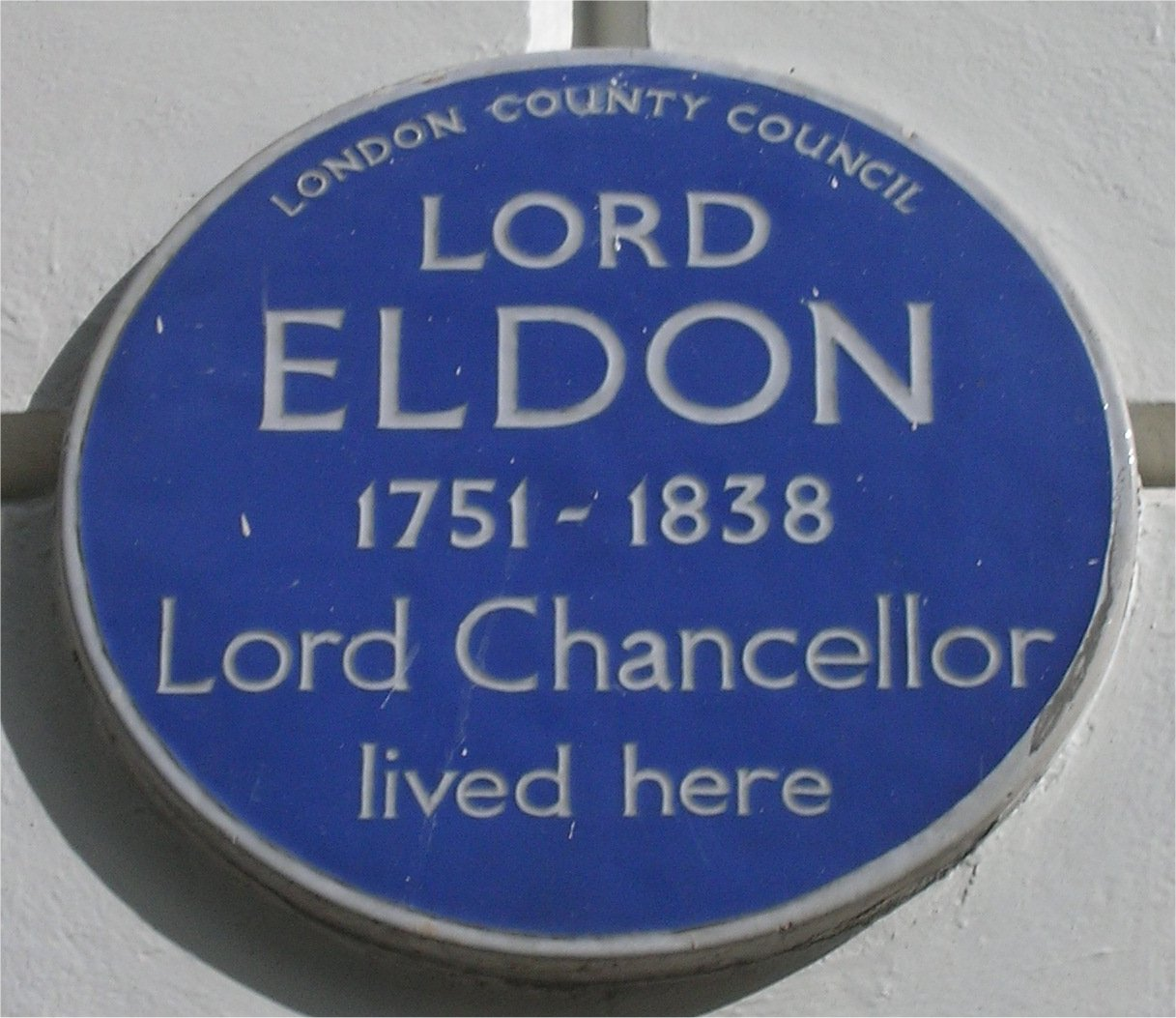
Lord Eldon.

## Architektur

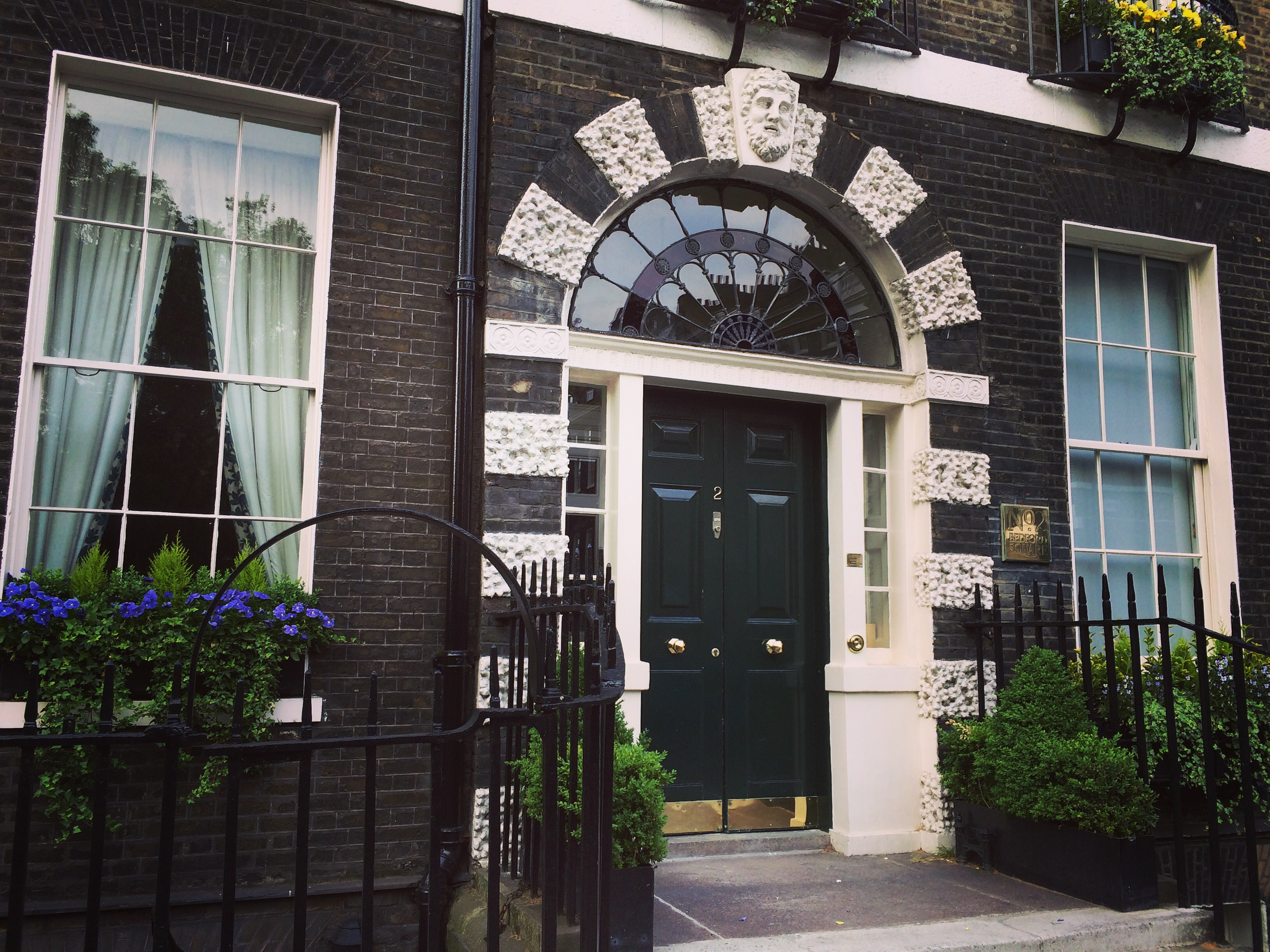
Bedford Square Hausnummer 2.

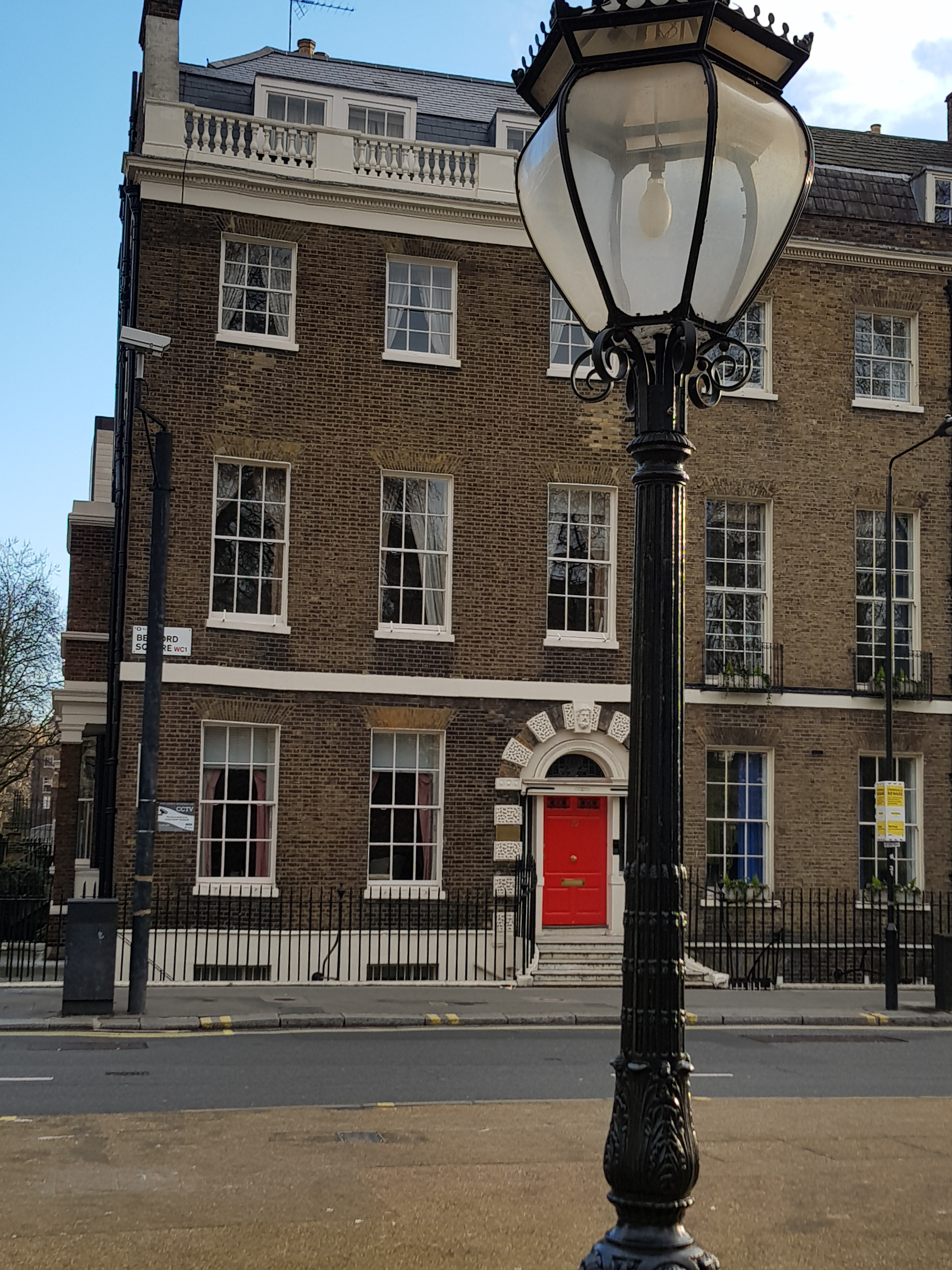
Bedford Square Hausnummer 10.

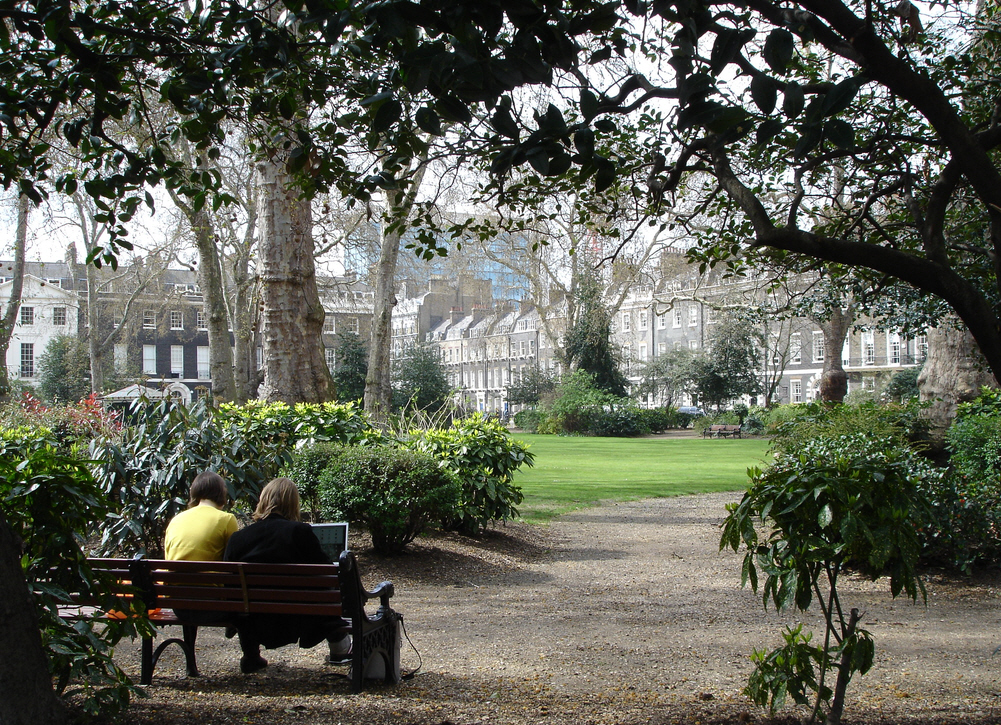
Gartenfläche im Inneren des Platzes

Bedford Square ist eines der besten Beispiele georgianischer Architektur in London. Der rechteckige Platz beeindruckt durch die Uniformität der gregorianischen Häuserreihen auf allen vier Seiten des Platzes. Das Ensemble wurde kurz nach dem Baugesetz von 1774 mit dem Ziel erbaut, die Baustandards zu verbessern. Die Holzrahmenfenster der Häuser am Platz waren somit die ersten in der Stadt, die so platziert wurden, dass die Gefahr einer Brandausbreitung minimiert wurde. Aufgrund der Materialkosten umgingen Bauherren jedoch bestimmte Punkte der neuen Gesetzgebung.
Alle Eingangstüren der Backsteinhäuser sind mit dem berühmten Coade-Stein verziert, einer Keramikart, die Eleanor Coade in ihrer Fabrik in Lambeth herstellte und deren Herstellungsmethode lange Zeit geheim blieb. Die Häuser mit den Nummern 1–10, 11, 12–27, 28–38 und 40–54 sind denkmalgeschützt (Grade 1 – genau wie der Buckingham Palace oder der Palace of Westminster).
Der zentrale parkartige Garten des Platzes ist privat, wie viele Grünflächen in der englischen Hauptstadt.

## Erhaltung des kulturellen Erbes
Am Bedford Square wurden im November 2006 umfassende Restaurierungsarbeiten abgeschlossen. Dabei wurden auch die in den 1970er Jahren veränderte Straßenführung, die Gehwege sowie die Beleuchtung in ihren ursprünglichen Zustand zurückversetzt.
Die Maßnahmen im Einzelnen:
- Wiederherstellung der ursprünglichen Geometrie des Platzes durch Ausrichtung der Straßen parallel zu den Häusern;
- die Hinzufügung eines größeren, mit Kies bedeckten Fußgängerbereichs rund um den zentralen, oval-förmigen parkartigen Privatgarten;
- im mit Kies bedeckten Bereich Errichtung öffentlicher Bänke im Stil des Platzes und einer modernen Beleuchtung unter Beibehaltung der ursprünglichen Lichtsäulen;
- Neupflasterung der Fußgängerbereiche im Norden, Süden und Westen des Platzes mit Yorker Stein, der für seine Qualität und Ästhetik bekannt ist;
- zusätzliche Stellplätze und/oder deren Verlegung je nach Fahrzeugtyp.

Das Projekt kostete 740.000 £ und wurde von der Stadt, English Heritage, Bedford Estates und Crown Estate finanziert. Diese Restaurierung ist Teil eines umfangreichen Programms zur Restaurierung der Plätze in Bloomsbury im Rahmen des Londoner Stadtplatzprogramms.

## Aktuelle Nutzer
- Nr. 6: New York University in London
- Nr. 16: Paul Mellon Center for Studies in British Art
- Nr. 29: Londoner Büro der Türkischen Republik Nordzypern
- Nr. 36: Architectural Association School of Architecture
- Nr. 50–51: London School of Hygiene and Tropical Medicine

## Bedford Square in der Literatur
Schatten über Bedford Square ist der deutsche Titel eines Kriminalromans von Anne Perry (englischer Titel: Bedford Square) aus dem Jahre 1999.